# Heterozis
Heterozis je svojstvo da potomci imaju veću kakvoću gena od svojih roditelja. Osim kakvoće gena, promjene u odnosu na roditelje mogu se odnositi i na visinu, plodnost ili neko drugo fenotipsko obilježje.
Zbog uniformnosti križanja u prvoj fertilnoj generaciji (F1) jedinke posjeduju roditeljska svojstva, no u daljnjim generacijama to se može izmijeniti zahvaljujući samom spolnom razmnožavanju koje raznolikost omogućuje zbog:
- neovisnosti usmjerenja i razilaženja homologa (homolognih kromosoma)
- nasumičnosti oplodnje (64 megamilijuna mogućnosti)
- samog crossing-overa

Budući da proizlazi iz križanja, heterozis ne predstavlja oblik mutacije.